# 뉴스 845 나가사키
뉴스 845 나가사키(ニュース845長崎)은 NHK 나가사키 방송국에서 제작되어 방영되고 있는 저녁 뉴스 프로그램이다. 나가사키현 지방의 뉴스와 날씨정보를 전해주는 역할을 한다.

## 방송 시간
- 월 ~ 금 저녁 8시 45분 ~ 9시(15분)